# Stanislaw Stanilow

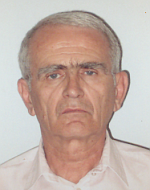
Stanislaw Stanilow, 2005

Stanislaw Todorow Stanilow (bulgarisch Станислав Тодоров Станилов ; * 9. September 1943 in Gabrowo) ist ein bulgarischer Archäologe und Politiker der Partei Ataka, die er als Abgeordneter in der 40. (2005–2009), 41. (2009–2013), 42. (2013–2014), 43. (2014–2017) und 44. (2017–2021) bulgarischen Parlamentsperiode vertrat. Stanislaw Stanilow ist verwitwet. Er ist Professor für Archäologie.

## Leben
Stanilow hat ein Studium der Geschichtswissenschaft an der Universität Weliko Tarnowo absolviert. Seine Untersuchungen, die er in bulgarischen und anderen europäischen Fachzeitschriften veröffentlicht hat, befassen sich hauptsächlich mit dem Ersten Bulgarischen Reich. Er beherrscht neben Bulgarisch noch Deutsch und Russisch.

## Politische Tätigkeit
Stanilow hatte den achten Listenplatz der Partei Ataka für die Europawahl in Bulgarien 2009. Seine Partei konnte jedoch nur zwei Sitze gewinnen. Er ist seit November 2007 stellvertretender Vorsitzender der Ataka-Fraktion im bulgarischen Parlament.
Zudem ist er Vorsitzender der Freundschaftsgruppe Bulgarien-Armenien im bulgarischen Parlament. Stanilow ruft die bulgarischen Institutionen zur Anerkennung des Völkermordes an den Armeniern auf. Das bulgarische Volk habe, so Stanilow, ein ähnliches Genozid bei allen Aufständen während des fünf Jahrhunderte währenden türkischen Jochs überlebt. Er bezeichnet die Armenier als die loyalste Diaspora gegenüber den bulgarischen nationalen Interessen und dem bulgarischen Volke. Das Vertreiben und das Gemetzel an den Bulgaren in Ostthrakien Anfang des 20. Jahrhunderts betrachtet er ebenso als Völkermord.
Stanilow hat an der Erarbeitung einer Resolution zur Verurteilung des Genozides an den Bulgaren im Osmanischen Reich teilgenommen. Die Resolution sah die Erklärung des 17. Mais für Gedenktag für die Opfer des Genozides an den Bulgaren im Osmanischen Reich vor sowie die Errichtung einer Gedenkstätte und die Kriminalisierung der Ablehnung der geschichtlichen Verbrechen. Die Resolution wurde am 9. März 2011 mit 39 Stimmen für, 26 gegen und 50 Enthaltungen abgelehnt.
Stanilow bewertet die Ideen des türkischen Außenministers Ahmet Davutoğlu in einem seiner Bücher, wo die Wiederherstellung des Osmanischen Reiches mit Einschluss aller benachbarten Völker und eine Revanche für die Niederlage bei Wien, so Stanilow, vorgesehen wird, als „Todesgefahr für das gesamte Südosteuropa“ (bulgarisch смъртна опасност за цяла Югоизточна Европа). Stanilow bezeichnet Davutoglu als den Ideologen der DPS und die Partei DPS selbst als „neoosmanistisch“ (bulgarisch неоосманистката партия ДПС).
Anfang Oktober 2012 wurde Stanislaw Stanilows Buch Der Neoosmanismus und die Bulgaren (bulgarisch Новият османизъм и българите) herausgegeben. Den Worten des Verfassers zufolge sei das Buch als eine Antwort auf Davutoglus Die strategiesche Tiefe entworfen, wo die Idee einer türkischen Wiederkehr nach Europa gerechtfertigt und das türkische Joch als bloße türkische Herrschaft verharmlost werde. In der bulgarischen Presse und in der bulgarischen Wissenschaft behandele man absichtlich den Neoosmanismus nicht.

## Werke
Auf Russisch
- С. Станилов: Памятники аварского типа в староболгарской культуре. 1997
- Р. Рашев, С. Станилов: Раннесредневековый могильник у с. Ножарево, Силистренский округ. 1989

Auf Deutsch
- Stanislav Stanilov: Die Metallkunst des Bulgarenkhanats an der Donau 7.–9. Jhdt. Versuch einer empirischen Untersuchung. Sofia 2006

Auf Bulgarisch
- Славяните в Първото царство, Варна, 1986, 128 с., второ издание - София, 2002
- Старобългарското укрепено селище при с. Хума, Разградски окръг, Разкопки и проучвания, XVII, София 1987, 163 с. (в съавторство с Рашо Рашев)
- Българската монархия през средните векове, София, 2003
- Другата археология, София, 2006, 86 с.
- Новият османизъм и българите, 2012